# 500 lire "Flora e Fauna" - III emissione
Le 500 lire Flora e Fauna sono una moneta commemorativa italiana la cui emissione venne autorizzata con D.M.T. 15 marzo 1993. Si tratta di una moneta in argento del valore nominale di 500 lire dedicata alla flora e alla fauna italiane da proteggere e salvare. Tale moneta rappresenta la terza emissione all'interno della serie dedicata a tale tema.

## Dati tecnici
Al dritto è raffigurato un volto di donna di fronte con fiori ed una fronda di quercia tra i capelli, il tutto inscritto in un quadrato, a simboleggiare protezione; in basso si trova la firma dell'autrice CASSOL, in giro è scritto "REPVBBLICA ITALIANA".
Al rovescio al centro composizione con due aironi e un pesce spada dinanzi ad un globo terrestre stilizzato; all'esterno, a sinistra si trovano segno di zecca R e data, mentre a destra è indicato il valore
Nel contorno: in rilievo, "R.I." fra stella e lauro per tre volte
Il diametro è di 32 mm, il peso: 15 g e il titolo è di 835/1000
La moneta è presentata nella duplice versione fior di conio e fondo specchio, rispettivamente in 36.480 e 10.000 esemplari.